# Scythris tremalzoi
Scythris tremalzoi is een vlinder uit de familie dikkopmotten (Scythrididae). De wetenschappelijke naam is voor het eerst geldig gepubliceerd in 1992 door Bengtsson.
De soort komt voor in Europa.